# Даль Корсо, Эудженио
Эудженио Даль Корсо (итал. Eugenio Dal Corso; 16 мая 1939, Луго-ди-Вальпантена-ди-Греццана, королевство Италия — 20 октября 2024, Неграр Вальполичелла, Италия) — ангольский кардинал итальянского происхождения. Коадъютор Сауримо с 15 декабря 1995 по 15 января 1997. Епископ Сауримо с 15 января 1997 по 18 февраля 2008. Епископ Бенгелы с 18 февраля 2008 по 26 марта 2018. Кардинал-священник с титулом церкви Сант-Анастазия с 5 октября 2019.
Умер в Неграр Вальполичелла 20 октября 2024 года в возрасте 85 лет.